# Blockadepolitik
Eine Blockadepolitik zielt auf eine Verhinderung von Vorhaben der Regierung, mit denen sie eine bessere Ausgangsposition zu erreichen sucht. Die Blockade wird meist von der Opposition ausgeübt, wenn diese im Bundesrat eine qualifizierte Mehrheit hat. Mitunter blockieren jedoch auch Parteifreunde missliebige Entscheidungen.
Auf Außenstehende wirkt eine Blockadepolitik oft so, als ob die Opposition das Ziel hat, die Regierung als unfähig und nicht durchsetzungsfähig hinzustellen. Insbesondere vor Wahlen scheint die Versuchung groß zu sein, durch eine Blockadepolitik das Ergebnis der Regierungsparteien negativ zu beeinflussen. Besonders wirksam ist dieses Vorgehen bei unbeliebten Entscheidungen, die der Bevölkerung Einschnitte im finanziellen Bereich oder bei staatlichen Leistungen zumuten.
Die Blockade beruht allerdings auf Gegenseitigkeit. So wirkt es oft so, als ob die Regierungskoalition die Vorschläge der Bundesratsmehrheit aus Prinzip ablehnen würde, indem sie die Mehrheiten im Bundestag und in den Ausschüssen für sich nutzt. 